# Schouwbroek (Eindhoven)
Schouwbroek is een buurt in het stadsdeel Strijp in Eindhoven, in de Nederlandse provincie Noord-Brabant. Schouwbroek behoort tot de wijk Oud-Strijp. Op 1 januari 2023 telde de buurt 1.525 inwoners, verdeeld over 805 woningen, met een gemiddelde WOZ-waarde van € 324.000, op een oppervlakte van 0,22 km².